# Шрибер, Ганс

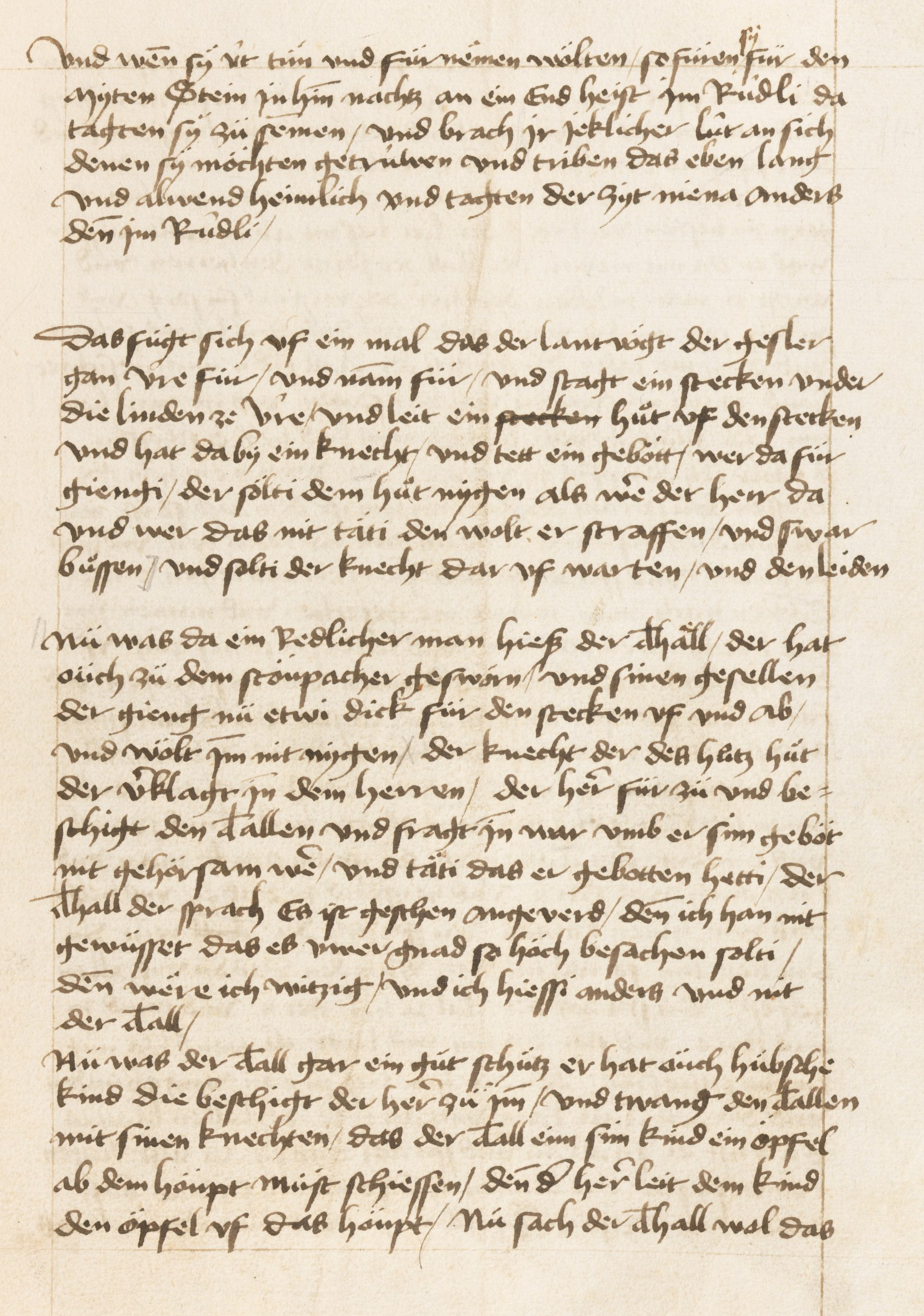
Лист рукописи «Белой книги Зарнена» с записью легенды о Вильгельме Телле

Ганс Шрибер (нем. Hans Schriber, ум. до 1 мая 1479) — швейцарский писатель, хронист, земельный писарь г. Зарнена, автор «Белой книги Зарнена» (нем. Weisse Buch von Sarnen), в которой впервые записана была легенда о Вильгельме Телле.

## Биография
Выходец из Энгельберга (кантон Обвальден), где, вероятно, получил образование в местном монастыре бенедиктинцев. Год рождения точно не установлен, родился в семье местного бюргера Иоганна Шрибера и Анны Тёни из Вольфеншиссена. Отец также был писателем и составил ежегодник Вольфеншиссена. Брат Ганса, бенедиктинский священник Йост Шрибер, имел приход в Кюснахте.
С 1434 по 1478 год служил городским, затем земельным писарем в ратуше г. Зарнена (кантон Обвальден). Хорошо знал римское право, переводил латинские документы на немецкий язык. Избирался представителем швейцарского федерального собрания — тагзатцунга.
Как земельный писарь в последний раз упоминается в документах городской общины Зарнена 6 июля 1478 года. После 1 мая 1479 года упоминается в документах как умерший.

## Сочинения
Около 1470 года начал составлять «Белую книгу Зарнена» (нем. Weisse Buch von Sarnen) — рукописное собрание швейцарских исторических документов и хроник, дополненных им самим до 1474 года.  
В первой своей части «Белая книга Зарнена» содержит около 350 страниц копий важных документов кантона Обвальден и договоров его с другими центрами ранней конфедерации начиная с 1316 года. Вторая часть из 25 страниц, или 706 строк, описывает историю т. н. «лесных кантонов» — Ури, Швица и Унтервальдена, участие их в национально-освободительных войнах с Габсбургами, в том числе Старой Цюрихской войне. Наряду с реальными фактами, описываются вымышленные, включая мифическую клятву на Рютли, якобы данную в 1307 году представителями кантонов. В 66 строках второй части содержатся различные народные легенды, в том числе история о подвигах знаменитого Вильгельма Телля (нем. Wilhelm Tell). 
В качестве источников Шрибер пользовался несколькими городскими хрониками, в первую очередь «Бернской» Конрада Юстингера (1430), а также полемическим сочинением цюрихского церковного писателя и богослова Феликса Хеммерлина «Диалог дворянина и простолюдина» (лат. De nobilitate et rusticitate dialogus). 
«Белая книга Зарнена» была продолжена пятью другими авторами с 1481 по 1607 год, но позже была утеряна. Вошедшая в обработанном виде в состав «Хроники Швейцарской конфедерации» Петерманна Эттерлина (1507) и «Швейцарской хроники» Эгидия Чуди (1534—1536), она послужила источником сюжета для классической драмы «Вильгельм Телль» (1804) Фридриха Шиллера, который воспользовался изданном в 1734 году в Базеле трудом последнего.
Компилятивное сочинение непрофессионального историка Шрибера, не владевшего приёмами критики источников, тем не менее, в значительной степени сформировало национальную идентичность Швейцарии, несмотря на то, что само его имя долгое время оставалось в забвении. В 1854 году оно случайно было обнаружено на заброшенном чердаке среди старых бумаг государственным архивариусом из Цюриха Герольдом Мейером фон Кнонау. И лишь в 1928 году историк и архивист из Нидвальдена Роберт Дуррер сумел доказать, что автором её является именно Ганс Шрибер.
Сегодня подлинная рукопись «Белой книги Зарнена» хранится в Государственном архиве Обвальдена, факсимильную же копию её можно увидеть в Историческом музее кантона Обвальден по адресу: Зарнен, Брюнигштрассе, 127.
Первое издание её, подготовленное швейцарским историком Георгом фон Виссом, увидело свет в 1857 году в Цюрихе без указания имени автора. В том же году её частично опубликовал в Айнзидельне вышеназванный Мейер фон Кнонау, включив в 13 том альманаха «Любитель истории» Исторической ассоциации Центральной Швейцарии. Факсимильное издание подготовлено было в 1937 году в Люцерне Вильгельмом фон Хохленштейном. Наиболее авторитетная научная публикация была выпущена в 1984 году в Зарнене под редакцией историка Бруно Мейера.

## Издания
- Die Chronik des Weissen Buches im Archiv Obwalden, herausgegeben von Georg von Wyss. — Zürich: Privatdruck, 1857.
- Die Chronik im weissen Buche zu Sarnen, herausgegeben von Gerold Meyer von Knonau // Der Geschichtsfreund. Mitteilungen des historischen Vereins der fünf Orte Luzern, Uri, Schwyz, Unterwalden und Zug. — Band 13. — Einsiedeln, 1857. — S. 66–86.
- Das Weisse Buch von Sarnen. Wortlaut und Übersetzung des Chroniktextes von Bruno Meyer. Herausgegeben vom Regierungsrat des Kantons Obwalden. — Sarnen: Staatsarchiv, 1984.